# Betsy Baker

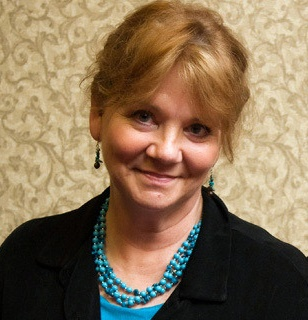
Betsy Baker (2009)

Betsy Baker (* 8. Mai 1955 in Cedar Rapids, Iowa) ist eine US-amerikanische Schauspielerin und Sängerin. Bekanntheit erlangte sie durch ihre Rolle als Linda in dem 1981 erschienenen Horrorfilm Tanz der Teufel.

## Leben
Betsy Baker wurde am 8. Mai 1955 in Cedar Rapids, Iowa geboren. Sie wuchs in St. Joseph auf, wo sie ab dem Alter von fünf Jahren Klavierunterricht sowie Unterricht in Gesang und Tanz nahm. Baker absolvierte ihren Schulabschluss an der Michigan State University und trat anschließend mit einer Gesangsgruppe namens Musicana in mehreren Bundesstaaten auf, darunter in dem Hotel Eden Roc in Miami. Nach ihrer Zeit mit der Tanzgruppe ließ sie sich in Detroit nieder, wo sie Schauspielunterricht nahm.
Ihre erste Filmrolle spielte Baker 1981 in der Fernsehproduktion Word of Honor. Im selben Jahr wurde sie von dem Regisseur und Produzenten Sam Raimi entdeckt, der sie in der Rolle der Linda im Horrorfilm Tanz der Teufel besetzte. Es sollte Bakers bekannteste Rolle werden. Einen geplanten Auftritt in der Fortsetzung Tanz der Teufel II – Jetzt wird noch mehr getanzt lehnte sie aufgrund der Geburt ihrer Tochter ab.
Nachdem sie 1990 in dem Fernsehfilm Appearances mitgespielt hatte, beendete Baker ihre Laufbahn als Schauspielerin, um sich ihrer Familie zu widmen. 2007 kehrte sie mit einer Rolle in Witches' Night ins Filmgeschäft zurück. Sie tritt seitdem vorwiegend als Stargast in Fernsehserien auf, darunter in einzelnen Folgen von True Blood, New Girl, Ray Donovan und American Horror Story. 2013 hatte Baker einen Cameo-Auftritt in Die fantastische Welt von Oz. 2018 verkörperte sie die Rolle der Jocelyn Vickery in vier Folgen von Sharp Objects und war als Janice in zwei Folgen von Shameless zu sehen.

## Filmografie (Auswahl)

### Filme
- 1981: Word of Honor
- 1981: Tanz der Teufel (The Evil Dead)
- 1990: Appearances
- 2007: Witches’ Night
- 2013: Die fantastische Welt von Oz (Oz the Great and Powerful)
- 2016: Social Norm
- 2016: Lake Eerie
- 2025: The Accountant 2

### Fernsehserien
Soweit nicht anders erwähnt jeweils eine Folge
- 2009: Emergency Room – Die Notaufnahme (ER)
- 2010: Southland
- 2013: Monday Mornings
- 2014: The Middle
- 2014: Zeit der Sehnsucht (Days of Our Lives; zwei Folgen)
- 2014: True Blood
- 2015: New Girl
- 2015: The Last Ship
- 2016: Rush Hour
- 2016: Ray Donovan
- 2016: Mistresses
- 2016: American Horror Story
- 2016: Shooter
- 2017: The Orville
- 2018: Sharp Objects (vier Folgen)
- 2018: Shameless (zwei Folgen)
- 2019: Why Women Kill
- 2020: Lucifer

## Videospiel
- 2022: Evil Dead: The Game (Linda, Stimme)